# Loud
Loud (més alt) és el cinquè àlbum de la cantant de Barbados Rihanna, que va sortir el dia 12 de novembre del 2010 sota el segell de Def Jam Recordings. Les sessions de gravació van durar de febrer a l'agost del 2010, mentre Rihanna estava de gira Last Girl on Earth. Rihanna ha treballat amb molts productors, com The Runners, Polow da Don, Tricky Stewart i Alex da Kid, entre d'altres. Loud té moltes influències dance-pop i pop. Loud també és un dels nous àlbums de Rihanna amb influències dancehall des del 2006 amb A Girl Like Me
L'àlbum va debutar al número 1 de les llistes canadenques i suïsses. "Loud" va entrar al número 3 al US Billboard 200 Chart, quan va vendre 207 mil còpies en la primera setmana als Estats Units. Després de ser llançat al públic, "Loud" va tenir una rebuda positiva dels crítics musicals i del públic en general, els quals donaven fe que seria un èxit. Rihanna va guanyar un Grammy pel primer senzill Only Girl (In The World)
Al juny del 2010 es va revelar que Rihanna llençaria el seu àlbum d'estudi (cinquè). Les persones que la van ajudar a escriure l'album i a produirlo van ser Taio Cruz, Alex da Kid, Sean Garret, Ne-Yo, Rico Love, Timbaland, Shontelle, David Guetta i Drake.
 "Estic segura que voldré tornar a l'era Rated R, però no es pot comparar aquest àlbum amb l'altre que vaig fer (Rated R)"
La portada de l'àlbum va sortir a la llum el dia 28 de setembre del 2010.

## Pistes
| 1.            | «S&M»                                                      | Mikkel S. Eriksen Tor Erik Hermansen Sandy Wilhelm Ester Dean                                                                                           | StarGate Sandy Vee Kuk Harrell [a] Veronika Bozeman [a] | 4:03  |
| 2.            | «What's My Name?» (artista convidat Drake)                 | Eriksen Hermansen Dean Traci Hale Aubrey Graham | StarGate Harrell [a]                                    | 4:23  |
| 3.            | «Cheers (Drink to That)»                                   | Andrew Harr Jermaine Jackson Stacy Barthe Laura Pergolizzi Corey Gibson Chris Ivery Robyn Fenty Lauren Christy Graham Edwards Avril Lavigne Scott Spock | The Runners Makeba Riddick [a]                          | 4:21  |
| 4.            | «Fading»                                                   | Jamal Jones Dean | Polow da Don Harrell [a] Bozeman [a]                    | 3:19  |
| 5.            | «Only Girl (In the World)»                                 | Crystal Johnson Eriksen Hermansen Wilhelm | StarGate Vee Harrell [a]                                | 3:55  |
| 6.            | «California King Bed»                                      | Harr Jackson Priscilla Renea Alex Delicata Fenty | The Runners Harrell [a]                                 | 4:11  |
| 7.            | «Man Down»                                                 | Shama Joseph Timothy Thomas Theron Thomas Shontelle Layne Fenty                                                                                         | Sham Harrell [a]                                        | 4:27  |
| 8.            | «Raining Men» (artista convidat Nicki Minaj)               | Melvin Hough II Rivelino Wouter Timothy Thomas Theron Thomas Onika Maraj                                                                                | Mel & Mus Harrell [a]                                   | 3:44  |
| 9.            | «Complicated»                                              | C. "Tricky" Stewart Dean | Stewart Dean Harrell [a]                                | 4:17  |
| 10.           | «Skin»                                                     | Kenneth Coby Ursula Yancy Fenty | Soundz Riddick [a] Harrell [a]                          | 5:03  |
| 11.           | «Love the Way You Lie (Part II)» (artista convidat Eminem) | Alexander Grant Holly Hafermann Marshall Mathers | Alex da Kid Harrell [a]                                 | 4:56  |
| Durada total: | Durada total:                                              | Durada total: | Durada total:                                           | 46:39 |

| 12. | «Only Girl (in the World)» (The Bimbo Jones Club) | 7:17 |

| 12. | «Only Girl (in the World)» (The Bimbo Jones Radio) | 3:53 |
| 13. | «Only Girl (in the World)» (CCW Radio Mix)         | 3:44 |

| 12. | «Love the Way You Lie (Part II)» (Piano version)                     | 4:09 |
| 13. | «Only Girl (in the World)» (Music video)                             | 4:15 |
| 14. | «Only Girl (in the World)» (Mixin Marc & Tony Svejda Mix Show Edit)) | 6:25 |

| 12. | «Only Girl (in the World)» (CCW Mix Show Edit) | 5:55 |
| 13. | «Only Girl (in the World)» (Vídeo musical)     | 4:15 |

| 1.  | «The Making of Loud: Chapter 1»                                                               | 0:48 |
| 2.  | «The Making of Loud: Chapter 2 – Raining Men Recording Session»                               | 1:32 |
| 3.  | «The Making of Loud: Chapter 3 – Man Down Recording Session»                                  | 1:40 |
| 4.  | «The Making of Loud: Chapter 4»                                                               | 0:30 |
| 5.  | «The Making of Loud: Chapter 5 – Live in NYC – Madison Square Garden»                         | 7:00 |
| 6.  | «The Making of Loud: Chapter 6 – Reb'l Fleur Photo Shoot»                                     | 3:30 |
| 7.  | «The Making of Loud: Chapter 7 – Loud Album Art Photo Shoot»                                  | 1:52 |
| 8.  | «The Making of Loud: Chapter 8 – Day One»                                                     | 3:39 |
| 9.  | «The Making of Loud: Chapter 9 – Day Two»                                                     | 2:48 |
| 10. | «The Making of Loud: Chapter 10 – Credits» (inclou el making of d'"Only Girl (In the World)") | 3:05 |

Notes
- ^a  significa productor vocal
- "Cheers (Drink to That)" conté trossos de "I'm with You" (2002), com va ser interpretada i composta per Avril Lavigne, Scott Spock, Graham Edwards i Lauren Christy.[6]